# NGC 4839
NGC 4839 is een elliptisch sterrenstelsel in het sterrenbeeld Hoofdhaar. Het hemelobject werd op 11 april 1785 ontdekt door de Duits-Britse astronoom William Herschel.

## Synoniemen
- UGC 8070
- MCG 5-31-25
- ZWG 160.39
- DRCG 27-31
- PGC 44298